# Ford Thames 400E
Il Ford Thames 400E è un veicolo commerciale leggero sviluppato dalla filiale britannica della casa automobilistica Ford e introdotto sul mercato a partire dal 1957. Realizzato in una vasta gamma di allestimenti per sostituire l'oramai obsoleto Fordson E83W, la produzione continuò tra lo stabilimento di Dagenham, Australia e Nuova Zelanda, fino al settembre 1965, affermandosi come un buon successo commerciale attestandosi sulle 187 000 unità totali.